# والتون فورد
والتون فورد (بالإنجليزية: Walton Ford)‏ هو رسام أمريكي، ولد في 1960 في لارتشمونت في الولايات المتحدة.

## وصلات خارجية
- والتون فورد على موقع ميوزك برينز (الإنجليزية)